# Embryon
Embryon is een kevergeslacht uit de familie van de boktorren (Cerambycidae). De wetenschappelijke naam van het geslacht werd voor het eerst geldig gepubliceerd in 1857 door Thomson.

## Soorten
Embryon is monotypisch en omvat slechts de volgende soort:
- Embryon griseovillosum Thomson, 1857